# اکبر هاشمی (بازیگر)
اکبر هاشمی (زاده ۱۳۰۰ - درگذشته ۱۳۵۰) بازیگر، فیلم‌نامه‌نویس و کارگردان سینما اهل ایران بود. وی بازیگری را با فیلم یکی بود یکی نبود در سال ۱۳۳۸ آغاز کرده بود.

## فیلم‌شناسی

### کارگردان
- پهلوان بابا (۱۳۵۰)
- صیادان نمکزار (۱۳۴۴)

### نویسنده
- صیادان نمکزار (۱۳۴۴)
- آخرین گذرگاه (۱۳۴۱)

### تهیه‌کننده
- صیادان نمکزار (۱۳۴۴)

### بازیگر
- آقا مهدی کله‌پز (۱۳۵۲)
- بلند پرواز (۱۳۵۲)
- دو کبوتر (۱۳۵۲)
- آخرین نبرد (۱۳۵۱)
- پهلوان بابا (۱۳۵۰)
- خانه به دوشان (۱۳۵۰)
- رعد و برق (۱۳۵۰)
- کوچه مردها (۱۳۴۹)
- رابطه (۱۳۴۸)
- ضرب شست (۱۳۴۸)
- قلب‌های طلایی (۱۳۴۸)
- پابرهنه‌ها (۱۳۴۷)
- پنجه آهنین (۱۳۴۷)
- چوب خدا (۱۳۴۷)
- سر سخت (۱۳۴۷)
- قوس و قزح (۱۳۴۷)
- کشتی نوح (۱۳۴۷)
- گردش روزگار (۱۳۴۷)
- مرد صحرا (۱۳۴۷)
- آشیانه خورشید (۱۳۴۶)
- در جستجوی تبهکاران (۱۳۴۶)
- زیبای خطرناک (۱۳۴۶)
- فراری (۱۳۴۶)
- گل آقا (۱۳۴۶)
- مأمور ۰۰۰۸ (۱۳۴۶)
- آقا دزده (۱۳۴۵)
- فیل و فنجان (۱۳۴۵)
- مقصر پدرم بود (۱۳۴۵)
- در دنیا بیگانه بودم (۱۳۴۴)
- زشت و زیبا (۱۳۴۴)
- شیرمرد (۱۳۴۴)
- شیطان سفید (۱۳۴۴)
- صیادان نمکزار (۱۳۴۴)
- فریاد دهکده (۱۳۴۴)
- همه سر حریف (۱۳۴۴)
- ولگرد قهرمان (۱۳۴۴)
- ببر رینگ (۱۳۴۳)
- بن‌بست (۱۳۴۳)
- جهنم زیر پای من (۱۳۴۳)
- دختر ولگرد (۱۳۴۳)
- سرکش (۱۳۴۳)
- کمینگاه شیطان (۱۳۴۳)
- گردن کلفت (۱۳۴۳)
- خشم و فریاد (۱۳۴۲)
- زن‌ها فرشته اند (۱۳۴۲)
- طلاق (۱۳۴۲)
- لاشخورها (۱۳۴۲)
- مردها و جاده‌ها (۱۳۴۲)
- وحشت (۱۳۴۲)
- آخرین گذرگاه (۱۳۴۱)
- زمین تلخ (۱۳۴۱)
- طلای سفید (۱۳۴۱)
- عسل تلخ (۱۳۴۰)
- آرامش قبل از طوفان (۱۳۳۹)
- یکی بود یکی نبود (۱۳۳۸)